# سرجیو ماکیل
سرجیو ماکیل (انگلیسی: Sergio Maciel; ۷ دسامبر ۱۹۶۵ – ۵ اوت ۲۰۰۸) بازیکن فوتبال اهل آرژانتین بود.
از باشگاه‌هایی که در آن بازی کرده‌است می‌توان به باشگاه فوتبال استودیانتس، باشگاه ورزشی سن لورنسو آلماگرو، و باشگاه فوتبال بلاو-وایس ۹۰ برلین اشاره کرد.
وی همچنین در تیم ملی فوتبال آرژانتین بازی کرده‌است.